# Wiktor Borcow
Wiktor Andriejewicz Borcow, ros. Виктор Андреевич Борцов (ur. 14 czerwca 1934 w Orenburgu, zm. 20 maja 2008 w Moskwie) – radziecki i rosyjski aktor teatralny i filmowy, uhonorowany tytułem Ludowego Artysty Federacji Rosyjskiej.
Najbardziej znany z roli Sawy Ignacewicza z filmu Pokrowskie wrota z 1982 roku.
Zmarł w wieku 73 lat na atak serca. Pogrzeb odbył się 23 maja 2008 roku w Teatrze Małym w Moskwie. Został pochowany na Cmentarzu Trojekurowskim w Moskwie.

## Filmografia
- 1982: Pokrowskie wrota jako Sawa Ignacewicz
- 1982: Dworzec dla dwojga jako pianista w restauracji
- 1970: Wyzwolenie jako generał Grigorij Oriol

i inne